# Washington National Cathedral
De Kathedraal van Sint-Pieter en Sint-Paulus (Engels: Cathedral Church of Saint Peter and Saint Paul), beter bekend als de Washington National Cathedral, is een kathedraal van de Episcopaalse Kerk in de Amerikaanse hoofdstad Washington D.C. Het is de zetel van de voorzittende bisschop van de Episcopaalse Kerk, Katharine Jefferts Schori, en van de bisschop van het episcopaalse bisdom Washington, Mariann Edgar Budde. Het bouwwerk staat aan de kruising van Wisconsin en Massachusetts Avenue in het noordwesten van de stad.
Het neogotische bouwwerk is de op vijf na grootste kathedraal in de wereld, de op een na grootste kathedraal in de Verenigde Staten en het op drie na hoogste bouwwerk in Washington. Er komen jaarlijks zo'n 400.000 bezoekers naar de Washington National Cathedral. De kerk geniet ook bekendheid door de herdenkingsdiensten die er voor vooraanstaande overleden politici plaatsvonden, zoals Gerald Ford, John McCain en Jimmy Carter.